# At Sixes and Sevens
At Sixes and Sevens — дебютный студийный альбом норвежской метал-группы Sirenia, вышедший в 2002 году. Название альбома является английской идиомой, используемой для описания состояния смятения и замешательства. Девушка на обложке — норвежская модель, представляющая сирену.

## Стиль, отзывы критиков
Музыкальный критик Джейсон Андерсон с сайта AllMusic охарактеризовал диск как «более чем впечатляющий дебют» и оценил в четыре звезды из пяти. По его словам, альбом «эпичен по всем статьям», и талант Мортена Вёланда проявляется на нём замечательно ярко. За исключением песен «Lethargica» и «At Sixes and Sevens», которые выглядят бледнее прочих, первая работа Sirenia смотрится очень достойно, заключил рецензент.

## Список композиций
Слова и музыка всех песен — Мортен Веланд.
| №                   | Название                    | Длительность |
| ------------------- | --------------------------- | ------------ |
| 1.                  | «Meridian»                  | 6:20         |
| 2.                  | «Sister Nightfall»          | 5:37         |
| 3.                  | «On the Wane»               | 6:37         |
| 4.                  | «In a Manica»               | 6:03         |
| 5.                  | «At Sixes and Sevens»       | 6:44         |
| 6.                  | «Lethargica»                | 5:30         |
| 7.                  | «Manic Aeon»                | 6:27         |
| 8.                  | «A Shadow of Your Own Self» | 5:55         |
| 9.                  | «In Sumerian Haze»          | 4:39         |
| Общая длительность: | Общая длительность:         | 53:57        |

## Участники записи

### Основные участники
- Мортен Веланд (норв. Morten Veland) — гроулинг, гитара, бас, барабаны
- Кристиан Гундерсен (норв. Kristian Gundersen) — мужской вокал, гитара
- Ханс Хенрик Варланд (норв. Henrik Varland) — клавишные

### Сессионные участники
- Фабьенн Гондамен (фр. Fabienne Gondamin) — женский вокал
- Пит Юхансен (норв. Pete Johansen) — скрипка
- Ян Кеннет Барквед (норв. Jan Kenneth Barkved) — вокал

### Хор
- Эмили Лебро (фр. Emilie Lesbros)
- Жоанна Жиро (фр. Johanna Giraud)
- Дамьен Сюриан (фр. Damien Surian)
- Юбер Пьяццола (фр. Hubert Piazzola)